# Rhamma tyrrius
Rhamma tyrrius is een vlinder uit de familie van de Lycaenidae. De wetenschappelijke naam van de soort werd als Thecla tyrrius in 1907 gepubliceerd door Hamilton Herbert Druce.

## Synoniemen
- Rhamma argenta Johnson, 1992